# Sander Svendsen
Sander Svendsen, född 6 augusti 1997 i Molde, är en norsk fotbollsspelare (anfallare).
Svendsen spelar för danska Odense BK.

## Karriär
Svendsen debuterade den 9 maj 2013 för Molde FK i Tippeligan i en 4–1-vinst över Aalesunds FK, där han byttes in i den 87:e minuten mot Mattias Moström. Svendsen utsågs 2014 av brittiska The Guardian till en av Europas största talanger födda 1997.
Den 11 augusti 2017 presenterade Hammarby IF värvningen av Svendsen som skrev på ett fyraårskontrakt med klubben. I mars 2019 lånades Svendsen ut till Odds BK på ett låneavtal fram till sommaren 2019.
Den 8 juli 2019 värvades Svendsen av danska Odense BK, där han skrev på ett fyraårskontrakt. Svendsen debuterade och gjorde två mål den 22 juli 2019 i en 4–1-vinst över Lyngby BK. I oktober 2020 lånades han ut till Brann på ett låneavtal över resten av året. Den 19 april 2021 återvände Svendsen till Odds BK på ett låneavtal fram till den 17 augusti 2021. Den 31 augusti 2021 förlängdes låneavtalet över resten av året.
Inför den danska Superligasäsongen 2022–2023 återvände Svendsen till Odense BK.